# Chester Dewey

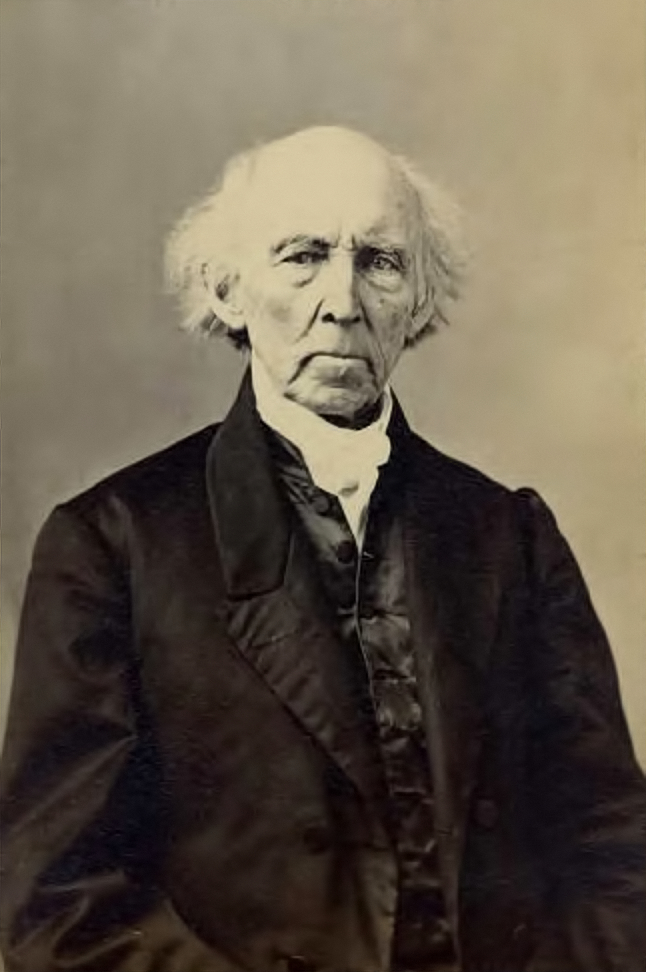
Chester Dewey 1856

Chester Dewey (* 25. Oktober 1784 in Sheffield, Massachusetts; † 15. Dezember 1867 in Rochester, New York) war ein US-amerikanischer Geistlicher und Botaniker am Williams College. Sein Autorenkürzel lautet Dewey. Er machte sich unter anderem um die Beschreibung und Einordnung zahlreicher Arten der Seggen (Carex) verdient.

## Leben
Dewey begann 1802 sein Studium am Williams College, wo er sich insbesondere in Mathematik und klassischer Altertumswissenschaft (classical studies) auszeichnete. Nach seinem Abschluss 1806 studierte er bei Stephen West in Stockbridge, Massachusetts, Theologie und erhielt 1807 von der Berkshire Congregational Association eine Ordination. Zunächst war er Pastor in Tyringham, Massachusetts, bevor er 1808 am Williams College eine Anstellung als Tutor annahm. Sein Leben lang hielt Dewey aber weiter Predigten in verschiedenen Kirchen.
1810 erhielt Dewey am Williams College eine Professur und hielt Vorlesungen in Mathematik, Physik, Chemie, Geologie und Botanik. Ab 1827 war er Leiter des Berkshire Gymnasium in Pittsfield, Massachusetts, bevor er 1836 Leiter des Rochester Collegiate Institute wurde, einer High School in Rochester, New York.  Zusätzlich gab er Vorlesungen an zwei medizinischen Schulen in Neuengland (Berkshire Medical Institution in Pittsfield, Massachusetts, 1822–1852; Medical School in Woodstock, Vermont, 1842–1849). 1850 war er einer der Gründungsprofessoren der University of Rochester, wo er Vorlesungen in Chemie und Naturwissenschaften gab. 1861 wurde er emeritiert. Von 1837 bis 1867 protokollierte er das Wetter von Rochester.
1818 wurde Dewey als Mitglied in die American Academy of Arts and Sciences gewählt, 1863 in die American Philosophical Society. Er hielt Ehrendoktorate der Yale University (1825), des Union College (1838) und des Williams College (1850).
Dewey war seit 1810 mit Sarah Dewey (1782–1823) verheiratet, mit der er fünf Kinder hatte. In zweiter Ehe war er seit 1825 mit Olivia Hart Dewey (1801–1885) verheiratet, mit der er zehn Kinder hatte. Sein Grab befindet sich auf dem Mt. Hope Cemetery in Rochester.

## Schriften
- History of Berkshire County (1829)
- Herbaceous Plants of Massachusetts (1840)